# (16683) Alepieri
(16683) Alepieri (1994 JY) – planetoida z pasa głównego asteroid okrążająca Słońce w ciągu 5,29 lat w średniej odległości 3,04 j.a. Odkryta 3 maja 1994 roku.